# Mạch ba góc
Mạch ba góc hay còn gọi là tam giác mạch, lúa mạch đen, sèo, kiều mạch (danh pháp hai phần: Fagopyrum esculentum) là một loài cây thuộc họ Rau răm được Conrad Moench mô tả khoa học lần đầu vào năm 1794.

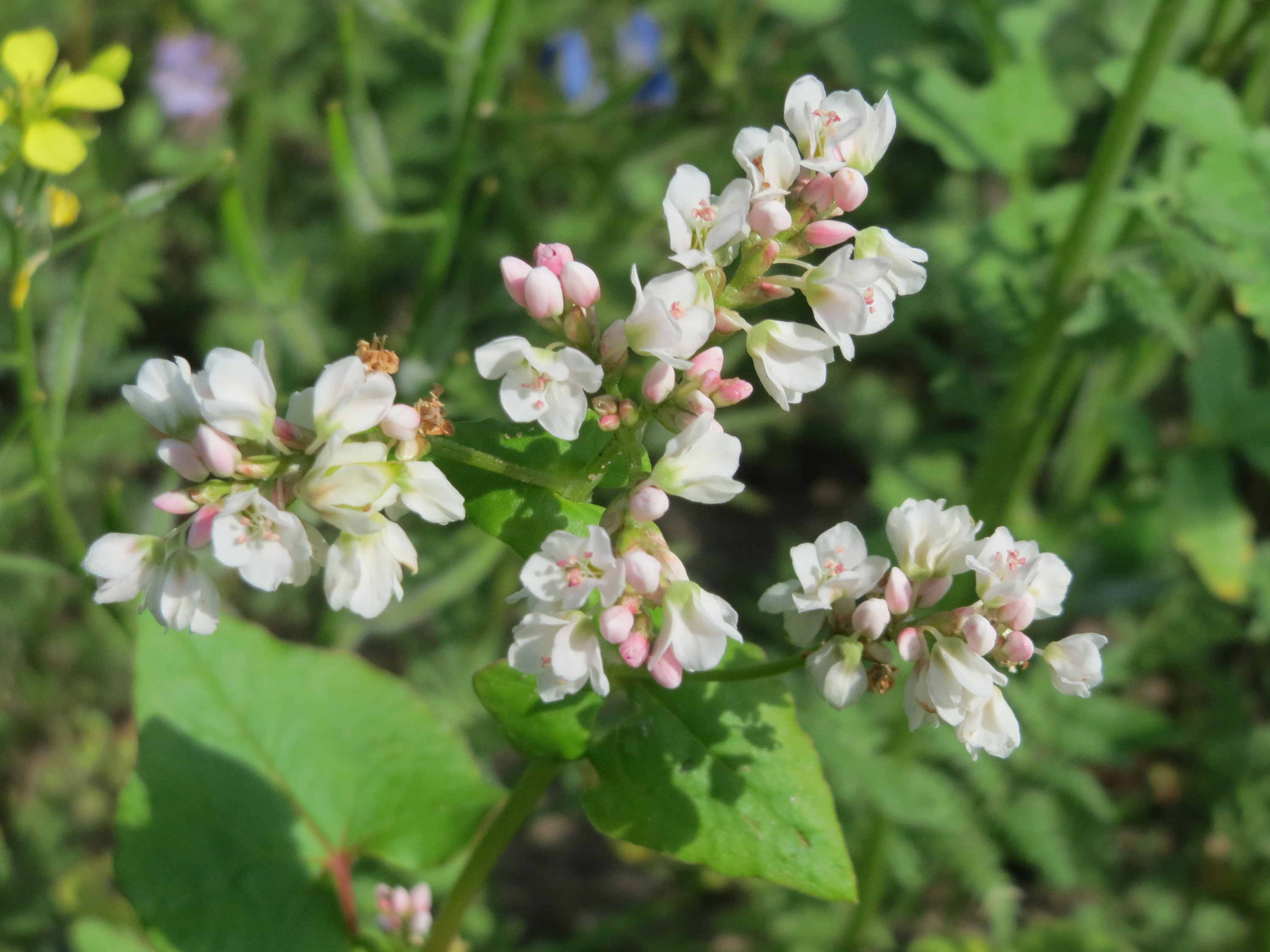
Kiều mạch nở hoa

## Lịch sử
Kiều mạch thường được thuần hóa và lần đầu tiên được trồng ở đất liền Đông Nam Á, có thể khoảng 6000 TCN, và từ đó lan sang Trung Á và Tây Tạng, và sau đó đến khu vực Trung Đông và châu Âu. Việc thuần cho hợp phong thổ rất có thể xảy ra ở vùng Vân Nam phía tây của Trung Quốc. Kiều mạch được ghi nhận ở châu Âu ở Phần Lan ít nhất 5300 TCN  như là một dấu hiệu đầu tiên của nông nghiệp, và tại Balkan khoảng 4000 TCN ở Trung kỳ thời đồ đá mới. Tiếng Nga gọi kiều mạch là гречка (grechka) có nghĩa là "của Hy Lạp ", do được đưa vào thế kỷ thứ bảy bởi người Hy Lạp Byzantine; cũng là trường hợp ở Latvia, Litva, và Ukraina.
Tàn tích lâu đời nhất cho đến nay được tìm thấy ở Trung Quốc vào khoảng 2600 TCN, trong khi phấn hoa kiều mạch tìm thấy ở Nhật Bản trước 4000 TCN. Được trồng ở Vân Nam trên các cạnh của cao nguyên Tây Tạng cũng là nơi thuần hóa cao nhất thế giới. Kiều mạch là một trong những cây trồng sớm nhất được giới thiệu bởi người châu Âu đến Bắc Mỹ. Sự phân tán trên khắp thế giới đã được hoàn tất vào năm 2006, khi một giống phát triển ở Canada được trồng rộng rãi ở Trung Quốc. Ở Ấn Độ, bột kiều mạch được biết đến như kuttu ka atta và có liên quan đến văn hóa với lễ hội Navratri, vào ngày lễ hội này, nhiều thực phẩm làm từ kiều mạch được tiêu thụ.

## Mô tả

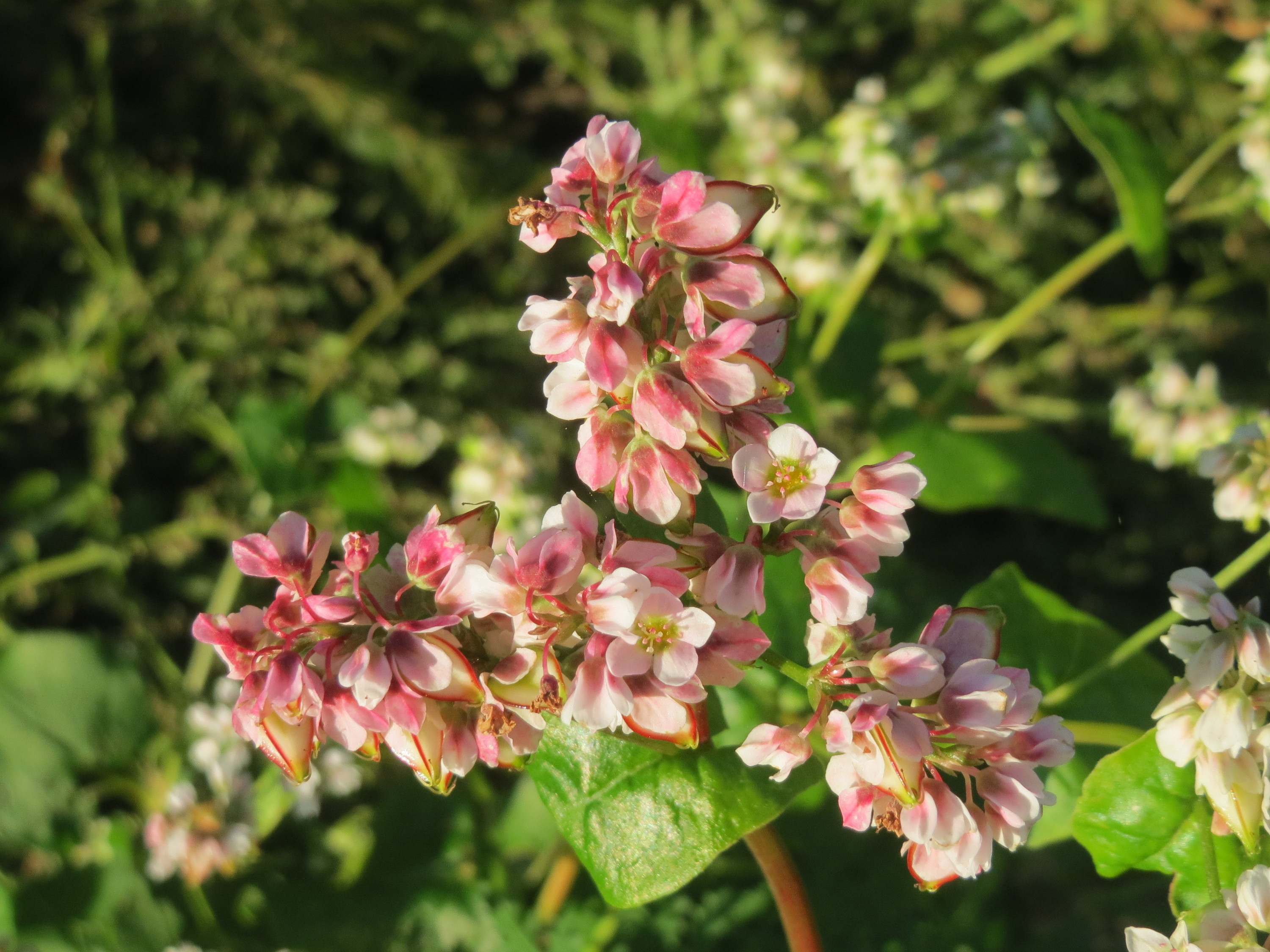
Hoa

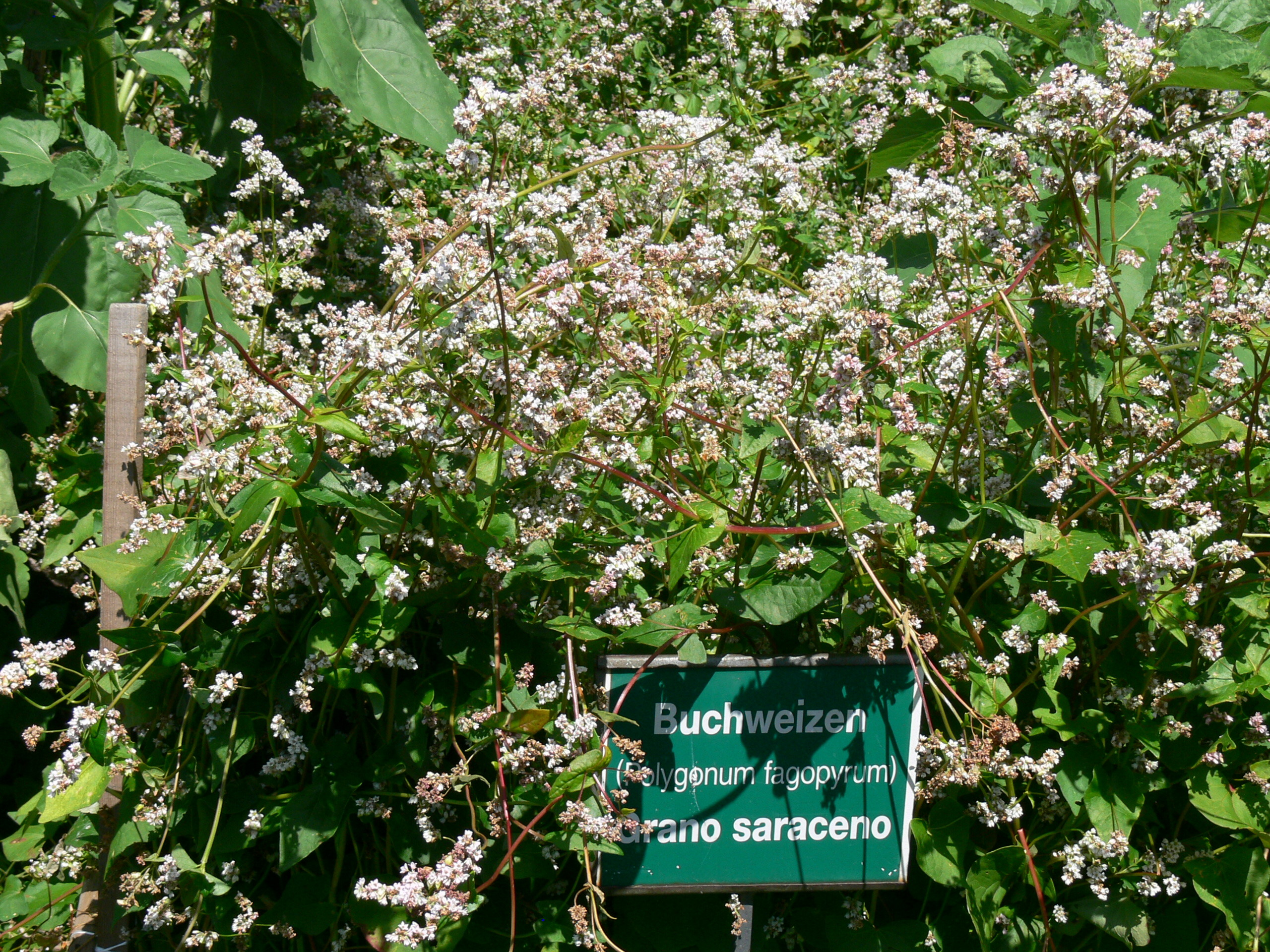
Dàn hoa tại Bảo tàng Volkskundemuseum Dietenheim ở Nam Tirol.

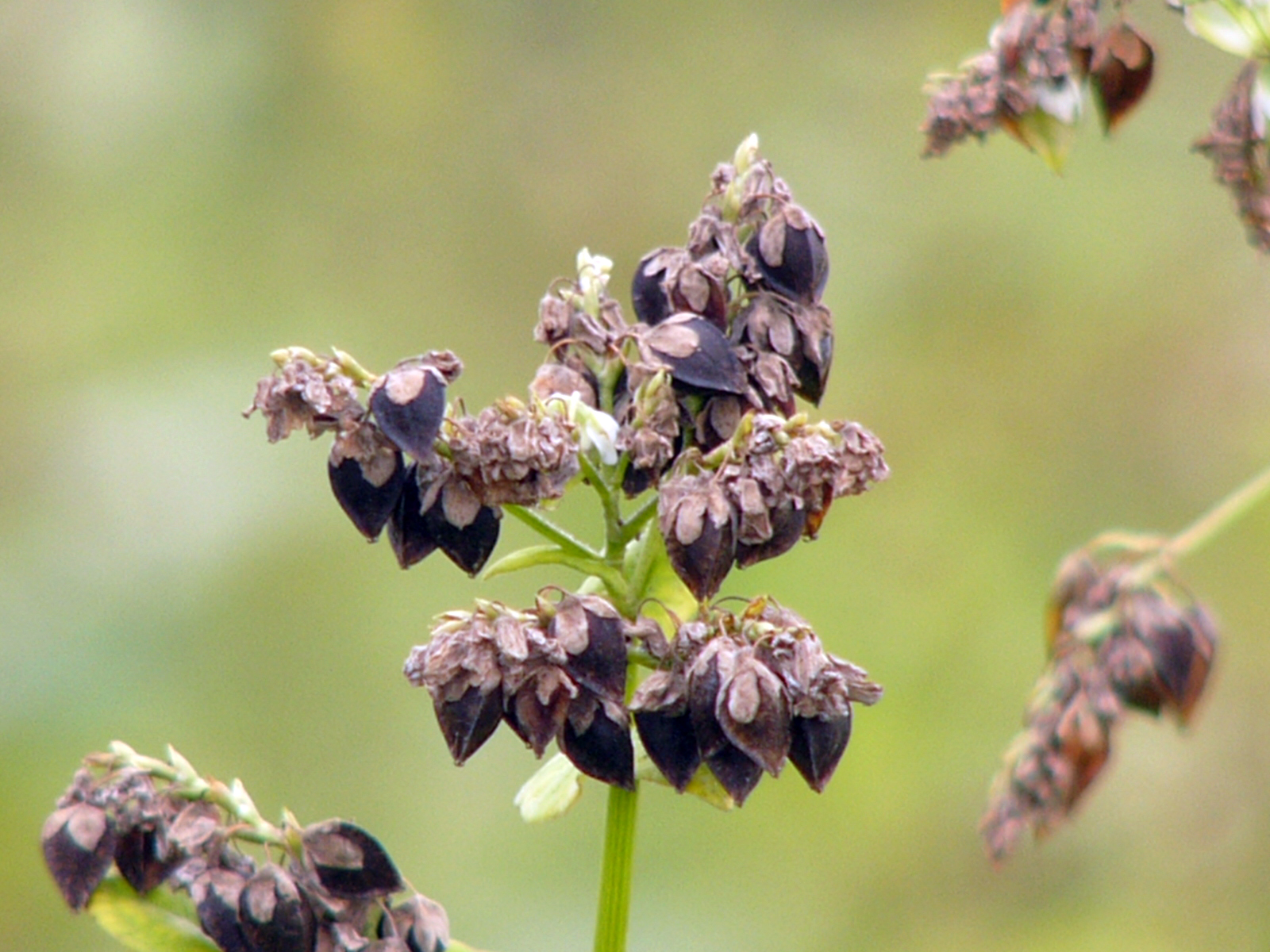
Hạt và hoa kiều mạch tàn

Cây thân thảo hàng năm, có thể cao từ 0,4m tới 1,7m. Thân hình trụ, có thể phân nhánh, màu xanh hoặc đỏ. Lá đơn nguyên mọc cách, phiến lá hình tim hoặc mũi giáo, mép lá nguyên. Lá mọc bên dưới thân thường có phiến hình tim, có cuống lá, bẹ lá. Lá mọc phía trên ngọn cây thường có hình mũi giáo và không có cuống. Hoa tự chùm mọc ở đầu nhánh hoặc nách lá, hoa đơn tính, vòng bao hoa màu trắng hoặc đỏ phớt hồng. Quả dạng quả bế có 2 lớp vỏ, hình dạng 3 cạnh, màu nâu đen hoặc xám. Hạt có nội nhũ bột.
Mùa hoa từ tháng 6 đến tháng 10, mùa quả từ tháng 6 đến tháng 11, ở một số khu vực mùa hoa quả có thể muộn hơn.

## Phân bố

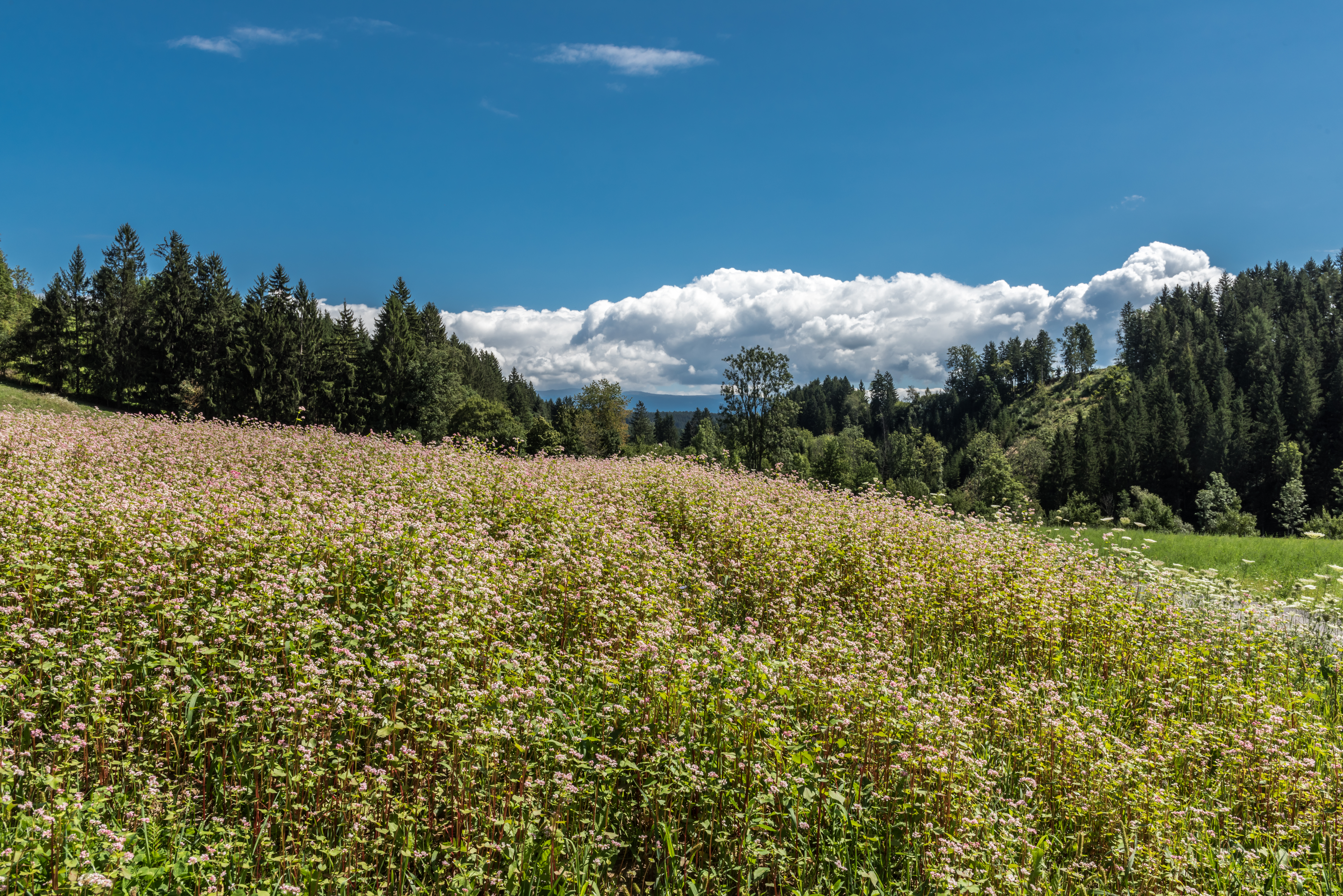
cánh đồng tam giác mạch tại Frauenstein, Áo

Mạch ba góc có thể phân bổ ở độ cao lên tới 2200m. Cây được trồng ở Trung Quốc, Nhật Bản và nhiều nước châu Âu từ thế kỷ 15. Ở Việt Nam, mạch ba góc được trồng ở vùng núi cao phía bắc. Cây sinh trưởng tốt ở vùng khí hậu ẩm và mát với nhiệt độ 15-22 độ C, sức chịu lạnh yếu.
Mạch ba góc được thuần hóa lần đầu từ vùng Đông Nam Á lục địa (khu vực phía tây tỉnh Vân Nam, Trung Quốc) khoảng 6.000 năm trước công nguyên, từ đó lan ra Trung Á và Tây Tạng sau đó đến Trung Đông và châu Âu..

## Thành phần hóa học
Các bộ phận đều chứa một loại glucosid là rutosid, đặc biệt là ở lá (1,78%), ở hoa (0,71%) và ở thân (0,09%); Hạt không có chất độc; Rễ chứa oxymethyl anthraquinon. Bột quả chứa protein (10-11%), đường khử 2%, tinh bột 65%.
| Hạt      | Tinh bột                  | 71–78% trong bột groat 70–91% trong các loại bột khác. Tinh bột gồm 25% amyloza và 75% amylopectin. Tùy theo chế độ xử lý nước nhiệt, bột groat chứa 7–37% tinh bột chịu nhiệt. |
| Hạt      | Protein                   | 18%, với giá trị sinh học khoảng 90%. Điều này là do hàm lượng cao các amino acid thiết yếu đặc biệt là lysin, threonin, tryptophan, và các amino acid chứa lưu huỳnh |
| Hạt      | Chất khoáng               | Giàu sắt (60–100 ppm), kẽm (20–30 ppm) và selen (20–50 ppb). |
| Hạt      | Chất chống oxy hóa        | 10–200 ppm rutin và 0,1–2% tananh |
| Hạt      | Các hợp chất thơm         | Salicylaldehyd (2-hydroxybenzaldehyde) là thành phần tạo hương đặc trưng. 2,5-dimethyl-4-hydroxy-3(2H)-furanon, (E,E)-2,4-decadienal, phenylacetaldehyd, 2-methoxy-4-vinylphenol, (E)-2-nonenal, decanal và hexanal cũng tham gia tạo hương. Tất cả chúng có trị số hoạt hóa mùi lớn hơn 50. |
| Hạt      | Các dẫn xuất của inositol | fagopyritol A1 và fagopyritol B1 (các đồng phân mono-galactosyl D-chiro-inositol), fagopyritol A2 và fagopyritol B2 (các đồng phân di-galactosyl D-chiro-inositol), và fagopyritol B3 (tri-galactosyl D-chiro-inositol)                                                                      |
| Thảo mộc | Chất chống oxy hóa        | 1–10% rutin and 1–10% các tannin |
| Thảo mộc | Fagopyrin                 | 0,4 đến 0,6 mg/g fagopyrin (gồm ít nhất 3 chất tương tự nhau) |

## Sử dụng

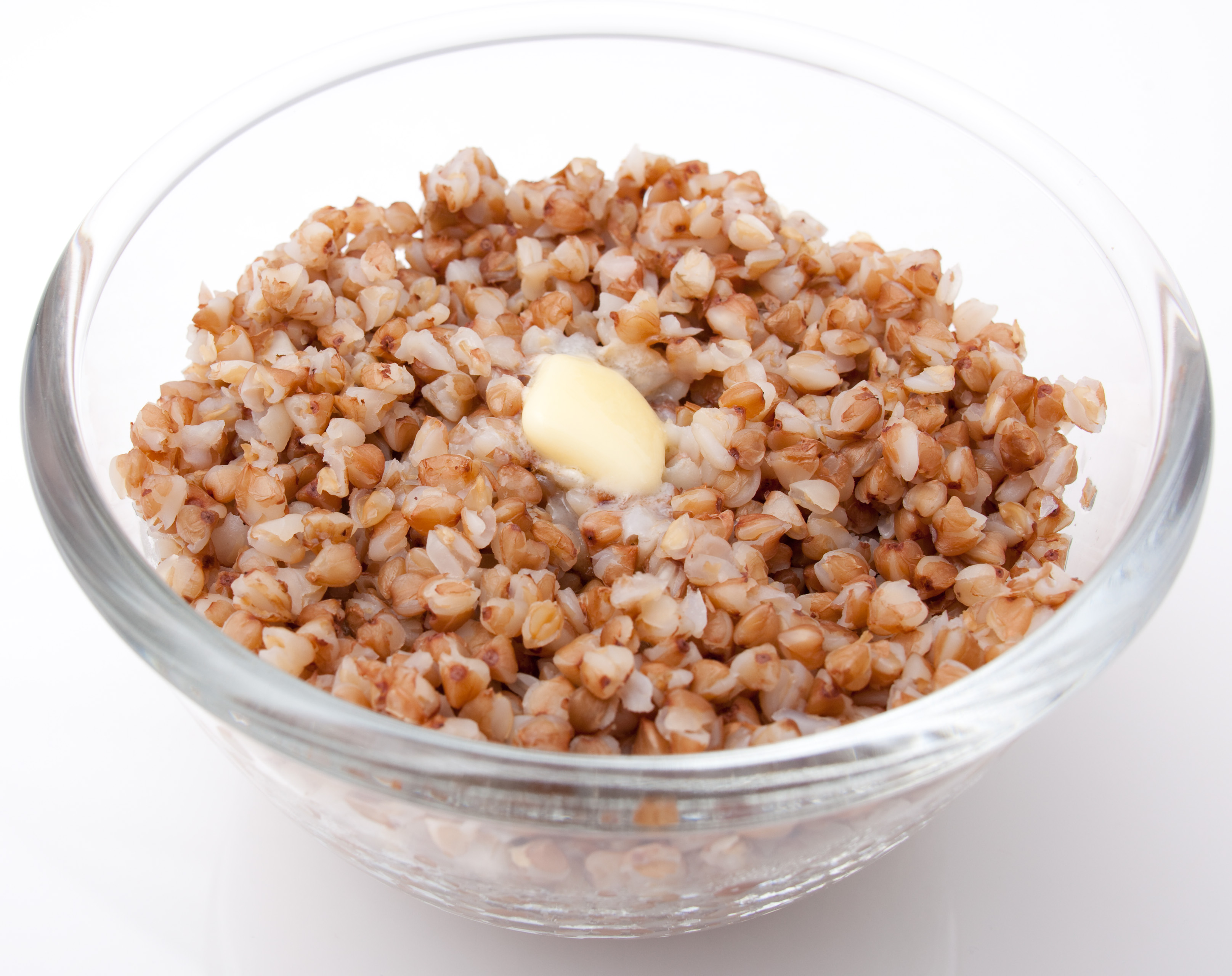
Một món ăn từ kiều mạch

Mạch ba góc có thể nấu cháo, làm bánh dùng làm thức ăn cho gia súc và người. Ngoài ra, lá cũng có thể sử dụng chế biến nấu thành canh ăn cho sáng mắt thính tai. Theo Đông y, kiều mạch có vị chát, hơi the, tính bình; có tác dụng thanh nhiệt giải độc, lợi thấp, tiêu thủng.